# CHM Montalivet

Entrada no CHM Monta

CHM Montalivet (CHM para "Centre Hélio-Marin", "centro de sol e mar"), também conhecido como CHM Monta, é o primeiro resort naturista de férias do mundo, localizado ao sul de Montalivet, em Vendays-Montalivet, França. O CHM Montalivet foi inaugurado em 1950, e a Federação Naturista Internacional (FNI/INF) foi fundada lá em 1953.

## O centro
O centro ocupa 175 hectares (430 acres) de terra adjacente à praia, ao sul de Montalivet-les-Bains, na comuna de Vendays-Montalivet, no Médoc, parte da Aquitânia, ao norte de Bordeaux, na França. Compreende uma mistura de cerca de 1.000 bangalôs e caravanas particulares, 960 vagas adequadas para caravanas de turismo e 260 para camping. São mais de 12 quilômetros (7,5 milhas) de estradas internas dispostas em uma grade aproximada. O campo e os bangalôs estão distribuídos em 20 vilas, cada uma com seu próprio caráter e características. As famílias costumam retornar regularmente, geralmente para a mesma vila.

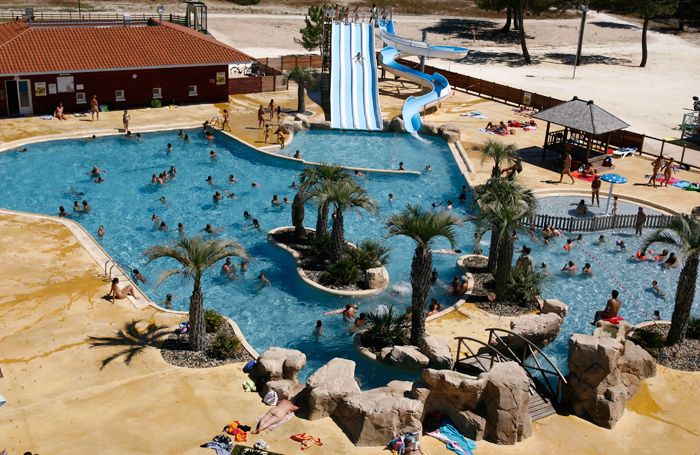
Parque aquático com a área de recreação infantil

Há as instalações esportivas habituais, incluindo tênis, vôlei, futebol, basquete, arco e flecha, minigolfe e petanca, uma vila de artesanato, um centro cultural com uma biblioteca multilíngue, um teatro ao ar livre que exibe filmes, um shopping center com 25 lojas, incluindo duas padarias, um cabeleireiro, uma loja de vinhos, uma livraria, supermercados, um mercado de peixes, uma loja de produtos em geral, restaurantes... Tudo isso em frente a uma praia de areia branca de 3 quilômetros (1,9 mi), com dois pontos de natação supervisionados.
O CHM Montalivet é voltado para famílias e hóspedes individuais são aceitos somente mediante apresentação do cliente. Metade dos visitantes não são franceses.

## História

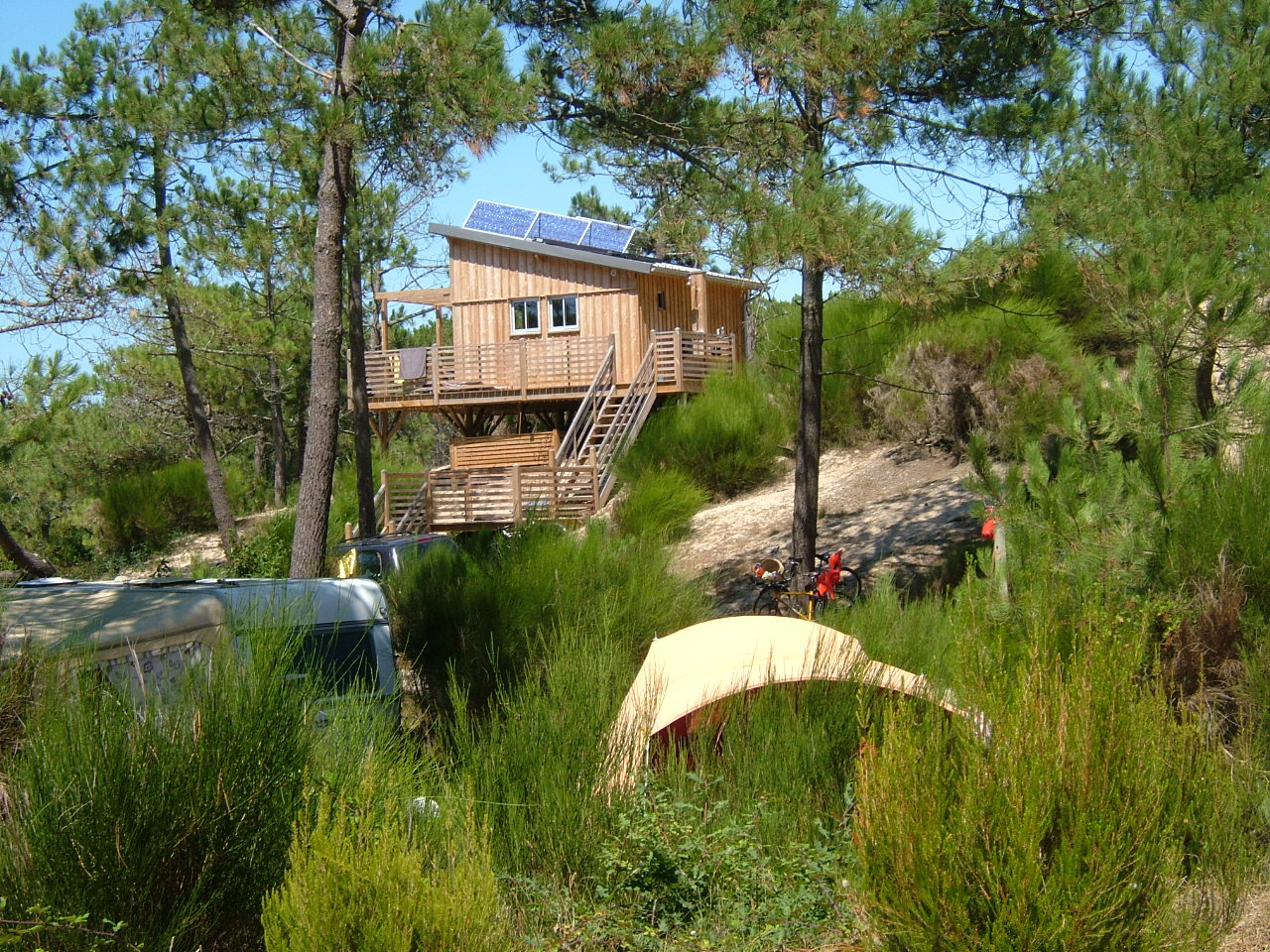
Vista do distrito 'Ajoncs' na zona protegida da ONF

O banho de nudismo é praticado na costa da Aquitânia desde tempos imemoriais. Marcel Kienné de Mongeot o registrou em 1920 em toda a costa. Antes da guerra de 1939-1945, os moradores locais se banhavam "sem maillot", e durante a guerra o mesmo acontecia com as tropas de ocupação. Christiane e Albert Lecocq, de Arras, que haviam sido fundamentais na criação de uma estrutura regional para clubes naturistas urbanos, conceberam a ideia de combinar naturismo e viagens, possibilitada pelas férias anuais remuneradas, introduzidas em 1936 na França. Ele concluiu que os 70 hectares na Île du Levant, perto de Toulon, eram muito pequenos e, por intermédio de Robert Poulain, foi apresentado ao prefeito de Vendays-Montalivet, que lhe alugou 23,8 hectares (59 acres) de floresta queimada, que foi zoneada para se tornar uma "Colonie de Vacances" (estância de férias). O acordo foi assinado em 23 de julho de 1950. A estrutura jurídica era nova. O contrato de arrendamento foi feito em nome de Albert Lecocq, como se fosse um clube suburbano, que não teria fins lucrativos. Seria um "Centre de Vacances" e, portanto, uma entidade legal separada com potencial para gerar lucro, e a empresa comercial SOCNAT foi formada em 1954.
Christiane Lecocq recordou que: "No terreno, encontramos uma desolação total. Tudo estava preto ou queimado." Eles tinham o concreto abandonado da guerra, cinco tendas e uma cabana. Não havia sombra. Voltamos para a aldeia para dormir no chão, em uma cabana aberta." Em 1951, eles compraram um carro e começaram a remover o arame farpado e as munições. Um pequeno espaço foi limpo. Os primeiros bangalôs de madeira foram construídos em 1951. Outros 25 hectares (62 acres) foram arrendados sob o nome da Féderation Français de Naturisme em 22 de dezembro de 1951.

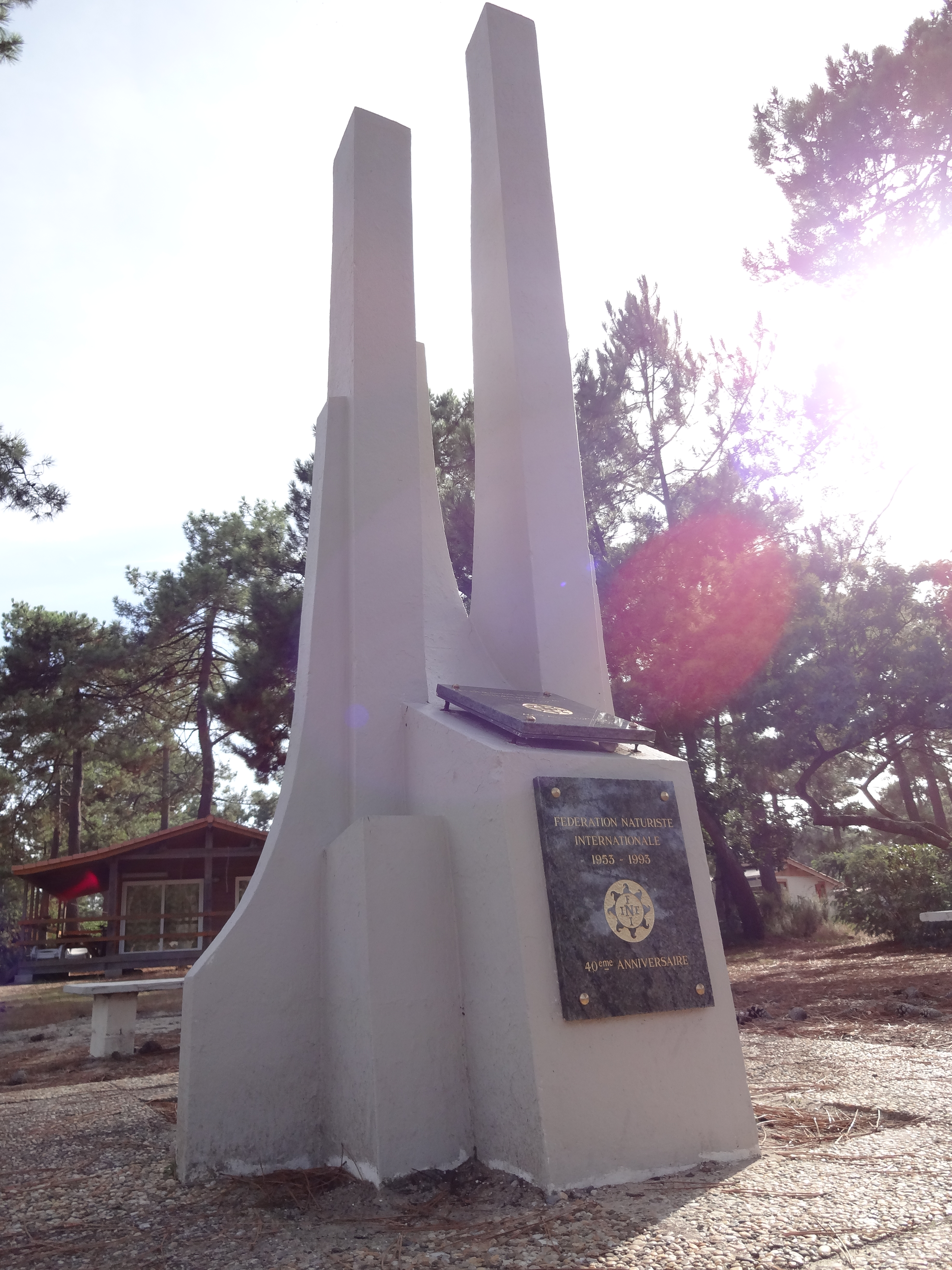
Monumento comemorando a criação da Fedeação Internacional Naturista (INF) em 1953

A Federação Naturista Internacional foi concebida em Londres no Festival da Grã-Bretanha, mas foi no primeiro congresso, realizado em Montalivet em 1953, que os documentos formais foram assinados.
Foi em 1956 que o local foi aberto pela primeira vez para não membros. Uma vila de tendas foi montada na nova vila, "Océanien". Em 1957, o "Centre de Vacances" foi inaugurado com 150 bangalôs para alugar. O naturismo só podia ser praticado dentro do terreno de 50 hectares (120 acres) e na praia, que ficava a 600 metros de distância, através de uma zona têxtil em um calçadão. Mais de trinta famílias compraram seus próprios bangalôs.
Ao longo da década de 1950, o centro expandiu-se, mais terras foram adquiridas em diferentes contratos de arrendamento e o centro tornou-se mais popular. Em 1959, mais de 10.000 visitantes o visitaram durante o verão e, em 15 de agosto de 1961, mais de 3.500 pessoas estavam no local. Com o passar dos anos, as instalações mudaram, os restaurantes passaram a ficar próximos à praia e a área de esportes e entretenimento se consolidou, distanciando-se das áreas residenciais. A mudança trouxe discordância e, em seguida, aceitação e expansão. A mercearia era originalmente totalmente vegetariana, mas outras lojas surgiram e agora ela permanece voltada para um nicho de mercado.

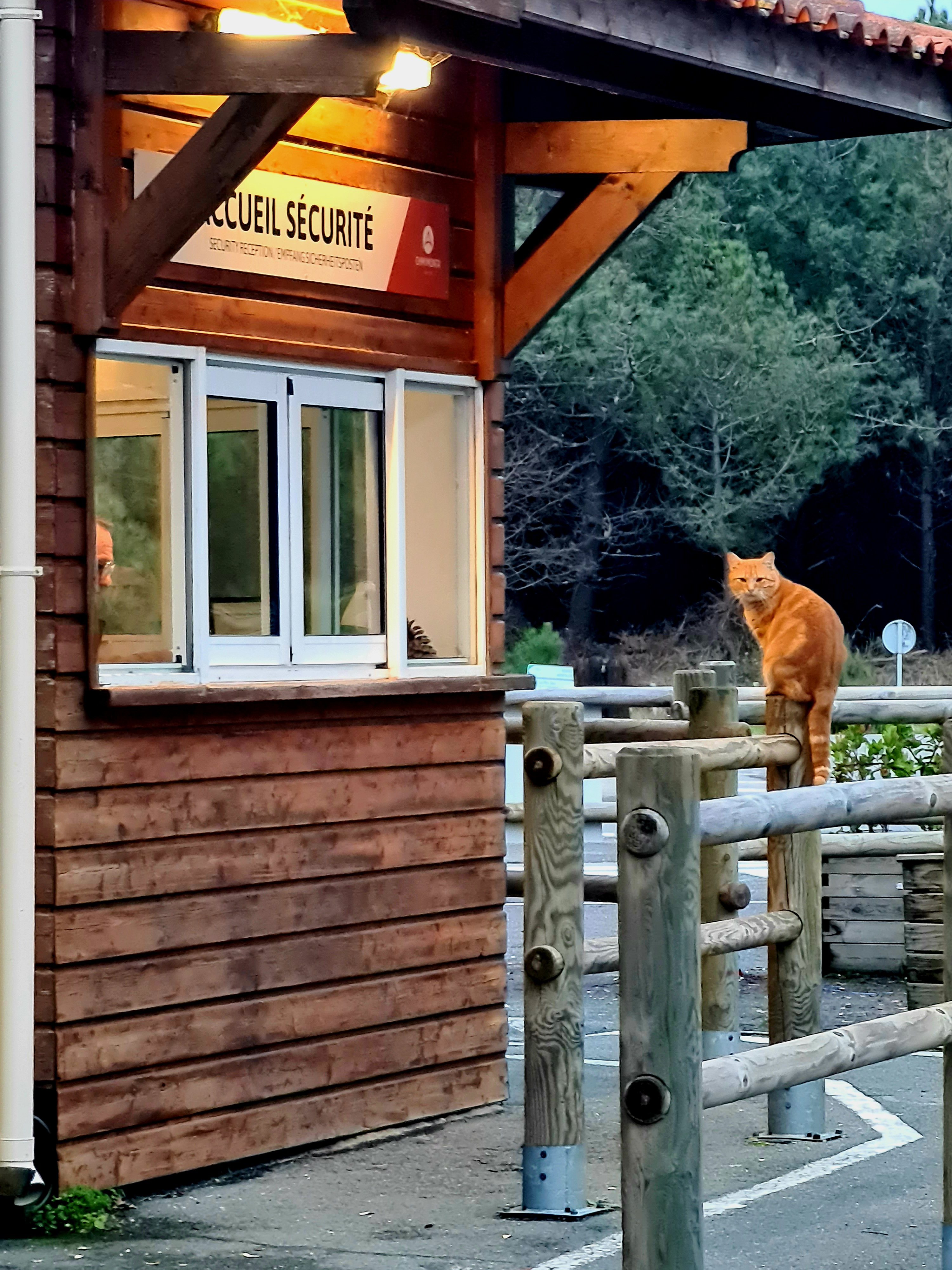
Controle de acesso

Em 1966, ocorreu a inauguração da primeira praia naturista oficial na França continental, que em 1968 contava com helipontos de emergência. Nessa época, equipes esportivas locais competiam com equipes da CHM em Montalivet. A biblioteca expandiu para 16.000 volumes e a entrada foi transferida para o local atual. Monta consistia então em 65 hectares (160 acres) de bangalôs, 40 hectares (99 acres) para camping, 20 hectares (49 acres) para esportes, 20 hectares (49 acres) para caminhadas e 20 hectares (49 acres) de praia. O perímetro agora era de 6 quilômetros (3,7 mi).
A década de 1970 viu mais visitantes estrangeiros: 37% holandeses, 24% belgas e 21% alemães, o restante vindo de outros países, incluindo Austrália, Nova Zelândia, Quebec e América do Norte e do Sul. 1971 viu a construção do complexo de banhos termais e 1975 a primeira piscina. Até a década de 1980, os voluntários eram responsáveis pela segurança, controle de acesso e manutenção em troca de acampamento gratuito.
Em 1982, na alta temporada, ocorreu um tornado que matou um visitante, explodiu caravanas e arrancou uma faixa de 50 metros de árvores. A chuva que se seguiu inundou muitas barracas e bangalôs.
Em 1990, quarenta anos após a fundação do CHM, uma rua em Montalivet-les-Bains recebeu o nome de Albert Lecocq. Os bangalôs mais antigos estão em constante modernização e substituição.

## Personalidades
O fotógrafo americano Jock Sturges usou Montalivet como cenário para algumas de suas obras publicadas, como The Last Day of Summer. Existem muitas outras celebridades residentes e visitantes cujo desejo de anonimato é respeitado.